# Asura tessellata
Asura tessellata är en fjärilsart som beskrevs av Butler 1881. Asura tessellata ingår i släktet Asura och familjen björnspinnare. Inga underarter finns listade i Catalogue of Life.